# ولیکی ورخ پری شماریو
ولیکی ورخ پری شماریو (اسلوونیایی: Veliki Vrh pri Šmarju) یک زیستگاه انسانی در اسلوونی است که در Grosuplje Municipality واقع شده‌است.

## خصوصیات
ولیکی ورخ پری شماریو ۰٫۶۹ کیلومترمربع مساحت و ۲۲۵ نفر جمعیت دارد و ۳۶۴٫۶ متر بالاتر از سطح دریا واقع شده‌است.